# Gustaf Ehrensvärd
Gustaf Carl Albert August Ehrensvärd, född 17 juni 1787 i Karlskrona, död 29 januari 1860 i Ystad, var en svensk greve och militär.
Gustaf Ehrensvärd var son till generalamiralen greve Carl August Ehrensvärd och grevinnan Sofia Lovisa Eleonora Sparre af Söfdeborg. Han blev kornett vid Smålands kavalleriregemente 1803, kadett vid Krigsakademien på Karlberg samma år, utexaminerades 1804 och blev 1809 löjtnant vid Smålands dragonregemente. Ehrensvärd var kammarherre och kavaljer hos prinsessan Sofia Albertina. Han blev ryttmästare 1814, major 1820 och överstelöjtnant 1822 samt var överste och chef för Skånska dragonregementet 1825–1835. Ehrensvärd blev riddare av Svärdsorden 1821. Han tilldelades även guldmedaljen för tapperhet i fält.
Han var gift första gången från 1820 med grevinnan Henrietta Virginia Sofia Catharina Adlercreutz (1796–1834) och efter hennes död omgift 1835 med friherrinnan Hedvig Eleonora Ottiliana Liljencrantz (1797–1858). Bland hans åtta barn märks Albert Ehrensvärd den äldre.